# Infelice
Infelice è un film muto del 1915 diretto da L.C. MacBean e Fred Paul.

## Trama
Un generale costringe il figlio sposato a lasciare la moglie per sposare un'altra donna. Ma l'uomo tornerà alla fine dalla vera moglie.

## Produzione
Il film fu prodotto dalla G.B. Samuelson Productions.

## Distribuzione
Distribuito dalla Moss, il film uscì nelle sale cinematografiche britanniche il 30 settembre 1915.